# Новый Порос
Новый Порос — село в Мошковском районе Новосибирской области. Входит в состав Новомошковского сельсовета. 

## География
Площадь села — 53 гектара.

## Население
| 2002 | 2007 | 2010 |
| ---- | ---- | ---- |
| 160  | ↘159 | ↘155 |

## Инфраструктура
В селе по данным на 2007 год функционирует 1 учреждение образования.

## Известные уроженцы
- Родыгин, Александр Иванович (1919—2012) — советский и российский учёный. Доктор геолого-минералогических наук.